# Dordo
Il Dordo (ol Durt in bergamasco) è un  torrente della provincia di Bergamo. Nasce dalle pendici meridionali del sistema collinare a cavallo tra la Riviera di Pontida e Palazzago, in località Gronfaleggio, nel comune di Pontida, e confluisce dopo 15 km da destra nel Brembo a Marne, frazione di Filago. Scorre nell'Isola bergamasca, attraversando i comuni di Pontida, Palazzago, Ambivere, Mapello, Bonate Sopra, Bonate Sotto, Chignolo d'Isola, Madone e Filago. 
Alla fine degli anni 1990 lo stato di qualità ambientale del Dordo era giudicato pessimo.

## Percorso e affluenti
Il Dordo sgorga presso Gronfaleggio, località a nord di Pontida, a 500 metri, alle pendici sud ovest del monte Grignoletti. Riceve prima da sinistra i torrenti che scendono dal Monte di Valmora e dal Picco Alto (520 metri), quindi dopo aver attraversato presso Cerchiera la Strada provinciale ex strada statale 342 Briantea e la ferrovia Bergamo-Lecco entra in territorio di Ambivere e riceve da destra a est di Genestaro i torrenti che scendono dal monte Canto (Gerra e Tegolda). Prosegue quindi a sud verso Mapello, ricevendo a sud dell'abitato di Ambivere le acque del Gargello (o Cargello) che scende dal monte della Tribulina. Scorre quindi nella piana dell'Isola bergamasca, tenendosi a ovest di Bonate Sopra e Bonate Sotto. Nei pressi di Madone riceve, sempre a destra, le acque del torrente Buliga dopo la confluenza di questi con il Grandone.
Nel suo tratto finale il Dordo riceve le acque del Rio Zender, che nasce da una serie di fontanili nelle vicinanze della Cascina Bianchina, in territorio di Suisio, e del Rio Vallone, che ha il suo fontanile ad est di Bottanuco e confluisce nel Dordo dopo poche centinaia di metri.
Nel suo ultimo tratto il Dordo sottopassa il canale Adda-Serio e la Roggia Masnada. Arrivato al castello di Marne a Filago, il Dordo lo delimita (tramite ponte levatoio) e prosegue fino alla confluenza nel Brembo in un letto profondo, scavato nella friabile roccia sedimentaria (marna).

### Affluenti

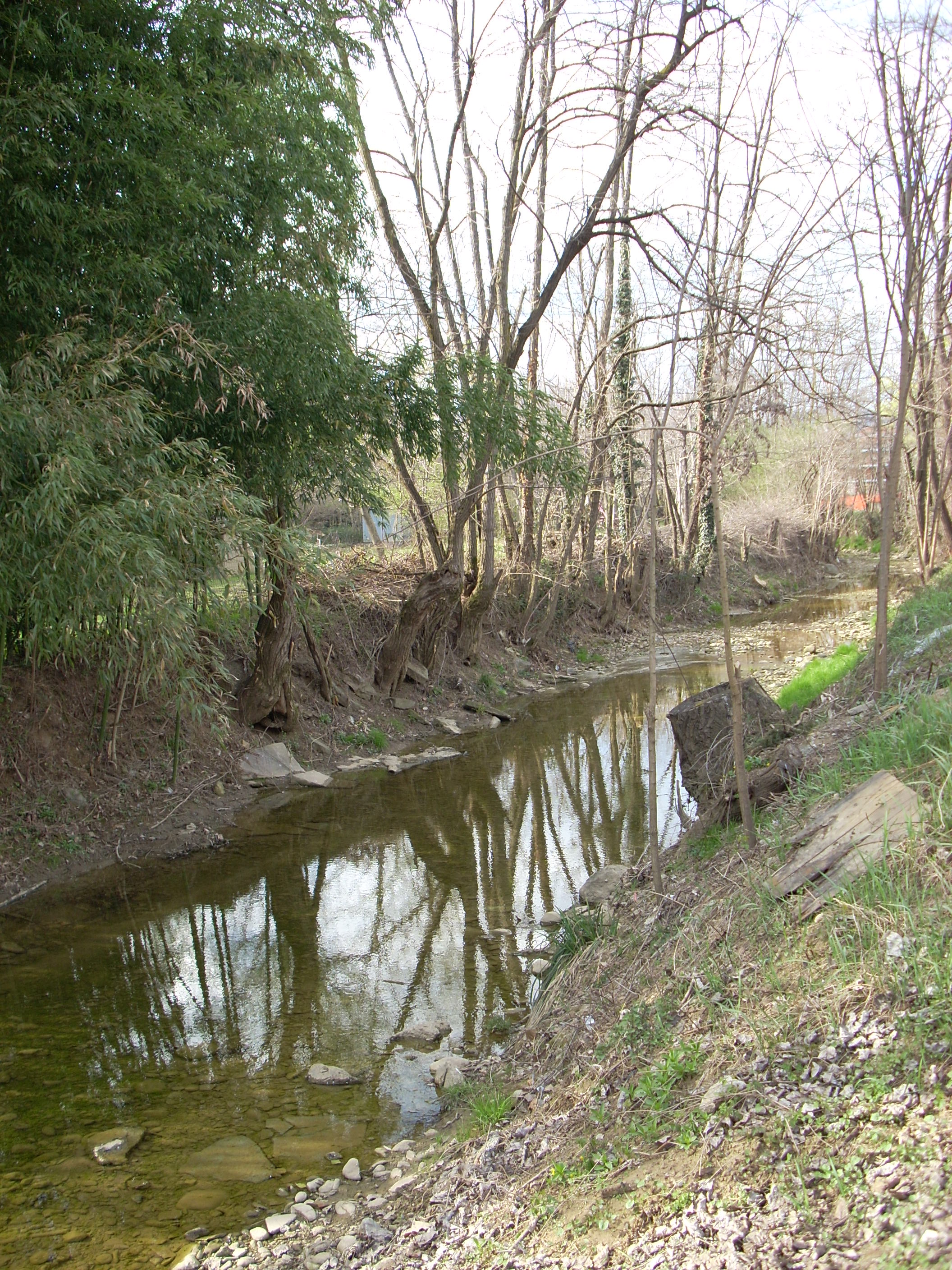
La Buliga a Chignolo d'Isola

- Torrente Buliga:  Nasce da vari rami a Sotto il Monte Giovanni XXIII presso la cascina Porcile a 530 metri, e confluisce dopo 11 km da destra nel Dordo a Madone. Scorre nell'Isola, attraversando i comuni di Sotto il Monte, Mapello, Terno d'Isola, Chignolo d'Isola e Madone. A Nord della località Bedesco riceve in sinistra l’affluente di Pratolongo e in destra l’affluente di Sotto il Monte. A sud di Chignolo riceve le acque del Grandone. Il nome deriva dal dialetto bergamasco e significa "irrequieto".

- Torrente Grandone: Anche il Grandone nasce dal versante sud del Monte Canto, a nord della località “La Cà”, sul territorio di Villa d’Adda, a 590 metri. Scende quindi a Carvico dove riceve in riva sinistra il torrente che scende dalla località Zandona e dal Santuario della Madonna di Caneve. Scorre quindi ad est dell’abitato di Calusco d'Adda e delle zone industriali di Solza e di Medolago. A sud di Chignolo d'Isola incontra le acque del Bülìga e insieme proseguono verso il Dordo.